# Macarena (telenovela)
Macarena es una telenovela venezolana realizada y transmitida por Venevisión en 1992. Original de Ligia Lezama y dirigida por Rafael Gómez. Fue protagonizada por Kiara y Luis José Santander y fue antagonizada por Elluz Peraza y Miguel Alcántara cuenta con la participación de la cantante Lila Morillo y la primera actriz Haydée Balza.

## Sinopsis
José Miguel es un atractivo joven ingeniero de muy alta posición. Parece ser que todo en su vida está a su favor. Consciente de su buena estrella, por encima de todo le persigue un presentimiento…de no ser la persona que se supone que es. Cuando descubre que existe un secreto oscuro sobre su verdadera identidad, busca apoyo en su familia, pero al no obtenerlo, se refugia en Macarena. Su mejor amiga desde la infancia, en ellos nace el amor; pero sus destinos ya están marcados y la lucha para preservar su amor les será difícil, dados todos los obstáculos con que tropiezan… pero el destino les guarda algo peor… el secreto de José Miguel será revelado. 
Macarena es una historia llena de sorpresas, amor, pasión, misterio e intriga.

## Elenco
- Kiara - Macarena
- Luis José Santander - José Miguel Mirabal
- Elluz Peraza - Felina Carpio
- Miguel Alcántara
- Lila Morillo
- Ernesto Balzi
- Luis Gerardo Núñez - Ramón "Ramuncho"
- Haydée Balza
- Angélica Arenas
- Yolanda Méndez - Elena Carpio
- Zoe Ducós
- Agustina Martín
- Eva Mondolfi
- Elisa Escámez
- Ma. de Lourdes Devonish
- Ramón Hinojosa
- Alexis Escaméz
- Henry Salvat
- Orlando Casín - Arturo Mirabal
- Andrés Magdaleno
- Gerardo Marrero
- Denise Novell - Mariela
- Hans Christopher
- Liliana Rodríguez
- José Vieira - Silvio Mirabal
- Sandra Juhahz
- Gonzalo Velutini
- Dulce Ma. Pilonieta
- Ana Massimo
- María Elena Coello
- Isabel Hungría
- Martha Carbillo
- Chumico Romero
- Dalia Marino
- Mercy Croes
- Daniela Amorín
- Estefanía López
- Humberto Olivieri

## Parodia
- Macarona parodia del programa XHGC Fabrica de Comedias en el año 1993 dirigida por Omar Leon y protagonizada por Gabriela Rodriguez y Wilmer Ramírez que no se llamó así sino Wilmer de Jesus Ramírez